# Sbollata
Sbollata è un album dei Gem Boy pubblicato il 5 giugno 2004.
Secondo il sito ufficiale del gruppo questo disco ha venduto oltre 15000 copie.
Per promuovere l'uscita del disco, il leader dei Gem Boy CarlettoFX ha realizzato due filmati-parodia con il ridoppiaggio, Sbollata in equilibrium (parodia di Equilibrium) e Sbollata Meccanica (parodia di Arancia meccanica). Inoltre è stato realizzato il video del brano "2 di picche", trasmesso da MTV e ALL MUSIC e fu estratto il singolo "Carlo e Licia" dai ragazzi di Radio Deejay.

## Tracce
1. Oooh Gem Boy
2. 2 di picche
3. Carlo e Licia
4. Candy intasata
5. Lo spettro del cervo volante
6. Fastidiosa
7. A Parigi
8. Five Days (Bloody Five Days)
9. Tritanic
10. Luna pork
11. Faccio piano
12. Teoria sulle modelle
13. Drin drin

Ghost track: Se solo potessi.

## Formazione
- Carlo Sagradini "CarlettoFX" - voce
- Marco Sangiorgi - tastiere, tromba
- Alessandro Ronconi "J.J. Muscolo" - chitarra
- Denis Valentini - basso
- Max Vicinelli - batteria, tastiere
- Michele "Sdrushi" Romagnoli - Editing